# 85878 Guzik
85878 Guzik è un asteroide della fascia principale. Scoperto nel 1999, presenta un'orbita caratterizzata da un semiasse maggiore pari a 2,3386438 UA e da un'eccentricità di 0,1175738, inclinata di 6,66910° rispetto all'eclittica.
L'asteroide è dedicato all'astronomo statunitense T. Gregory Guzik.